# Котельниківський міський округ
Коте́льниківський міський округ (рос. Котельниковский городской округ) — муніципальне утворення у складі Московської області Росії.
Адміністративний центр та єдиний населений пункт — місто Котельники.

## Історія
2007 року місто Котельники отримало статус обласного підпорядкування та було виведене зі складу Люберецького району як Котельниківський міський округ.

## Населення
Населення округу становить 46763 особи (2019; 32338 у 2010, 17747 у 2002).